# Kara (együttes)
A Kara (hangul: 카라, Khara; japánul: カラ) 2007-ben létrehozott K-pop-lányegyüttes, melyet a DSP Media menedzselt. A csapat neve a görög χαρά (hara), „öröm” szóból ered, melynek sajátos jelentést adtak: „édes melódia”. Az együttes 2016. január 15-én hivatalosan is feloszlott. 2022-ben újra összeálltak a 15. évfordulójukra.

## Története
Eredetileg négyesként indultak, a Break It című R&B dallal. Első lemezük, a The First Blooming 2007 márciusában jelent meg. A várakozásokkal ellentétben nem arattak különösebb sikert.
A következő évben Kim Szonghi (Kim Sung-hee) szülei akaratára kilépett az együttesből, ekkor lett tagja a csapatnak Ku Hara (Goo Ha-ra) és Kang Dzsijong (Kang Jiyoung). Új koncepcióval jelentették meg első középlemezüket Rock U címmel 2008 júliusában.
Első igazi sikerüket a Honey című dalukkal aratták 2009-ben. Ugyanebben az évben jelent meg Revolution című második nagylemezük, a Mister című dallal, melynek koráográfiája rendkívül népszerű lett.
2010-ben a Kara leszerződött a japán Universal Music Group egyik leányvállalatával, a Universal Sigmával. Bemutatkozásuk a japán piacon sikert aratott, az Oricon a 2010-es év legjobb újoncának nevezte őket, és a Girls’ Generationnel együtt elnyerték a Japan Gold Disc Award legjobb újoncának járó díját.
2011 áprilisában az együttes a Jet Coaster Love című kislemezükkel az első külföldi női együttes lettek, akik az Oricon fennállása óta a kiadás hetében első helyet tudtak szerezni. Az együttes két év alatt egymillió kislemezt adott el a szigetországban.
2014-ben Nicole Jung és Kang Dzsijong (Kang Jiyoung) szerződése a DSP Mediával lejárt. Mindketten úgy döntöttek, nem hosszabbítják meg a szerződést. Helyükre a kiadó a Kara Project nevű valóságshow indításával kívánt énekesnőket keresni, az MBC csatornán futó műsorban hét lány versenyzett a helyekért. Végül Ho Jongdzsi (Heo Young-ji) került be az együttesbe, ám társai szerződése 2016 elején lejárt a DSP-vel, és végül úgy döntöttek, nem hosszabbítják meg. Így az együttes 2016. január 15-én feloszlott.
2019-ben Ku Hara (Gu Hara) öngyilkos lett.

### Visszatérés
2022 júniusában Kjuri (Gyuri), Szungjon (Seungyeon), Nicole, Dzsijong (Jiyoung) és Jongdzsi (Youngji) közös fotózáson vettek részt. Néhány nappal később közölték, hogy 15. évfordulójuk alkalmából a Kara együttes tagjai új kislemezt adnak ki. Szeptemberben megerősítették az újraegyesülést, az RBW kiadó égisze alatt. Új nagylemezük november 29-én jelent meg Move Againcímmel.

## Tagjai

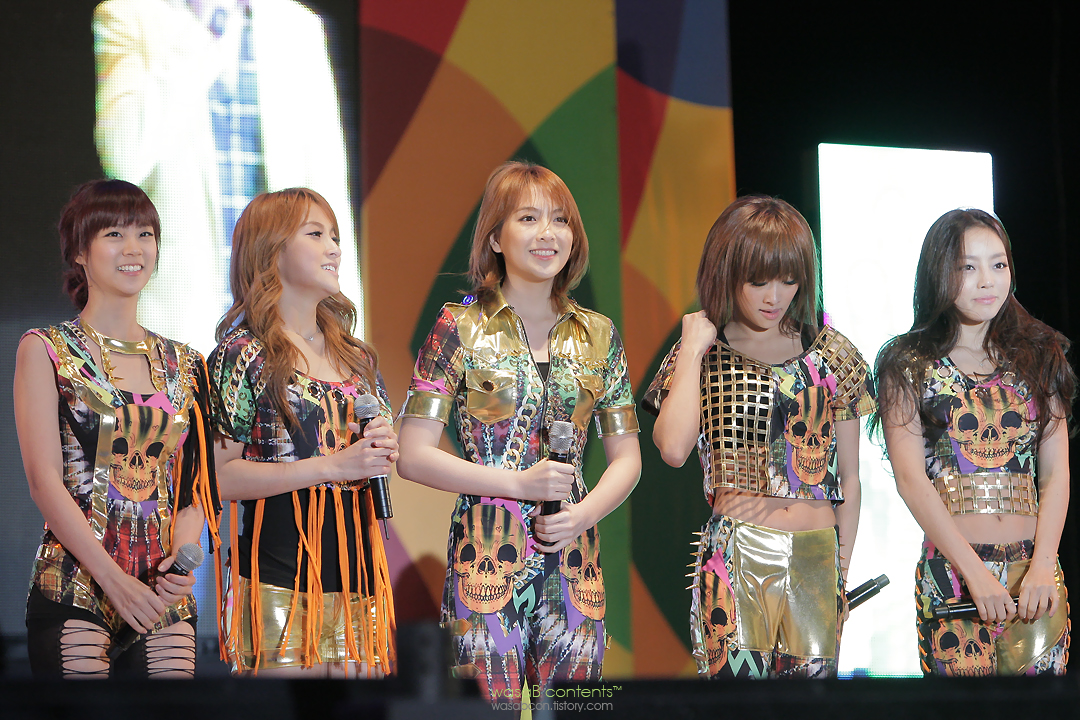
A Kara 2011-ben

## Diszkográfia

### Koreai nyelvű
Nagylemezek
- 2007: The First Blooming
- 2009: Revolution
- 2011: Step
- 2013: Full Bloom
- 2022: Move Again

EPs
- 2008: Rock U
- 2008: Pretty Girl
- 2009: Honey
- 2010: Lupin
- 2010: Jumping
- 2012: Pandora
- 2014: Day & Night
- 2015: In Love

### Japán nyelvű
Nagylemezek
- 2010: Girl's Talk
- 2011: Super Girl
- 2012: Girls Forever
- 2013: Fantastic Girls
- 2015: Girl's Story

## Fordítás
- Ez a szócikk részben vagy egészben  a   Kara (band) című angol Wikipédia-szócikk fordításán alapul.  Az eredeti cikk szerkesztőit annak laptörténete sorolja fel. Ez a jelzés csupán a megfogalmazás eredetét és a szerzői jogokat jelzi, nem szolgál a cikkben szereplő információk forrásmegjelöléseként.